# Friedhof Unterer Friesenberg

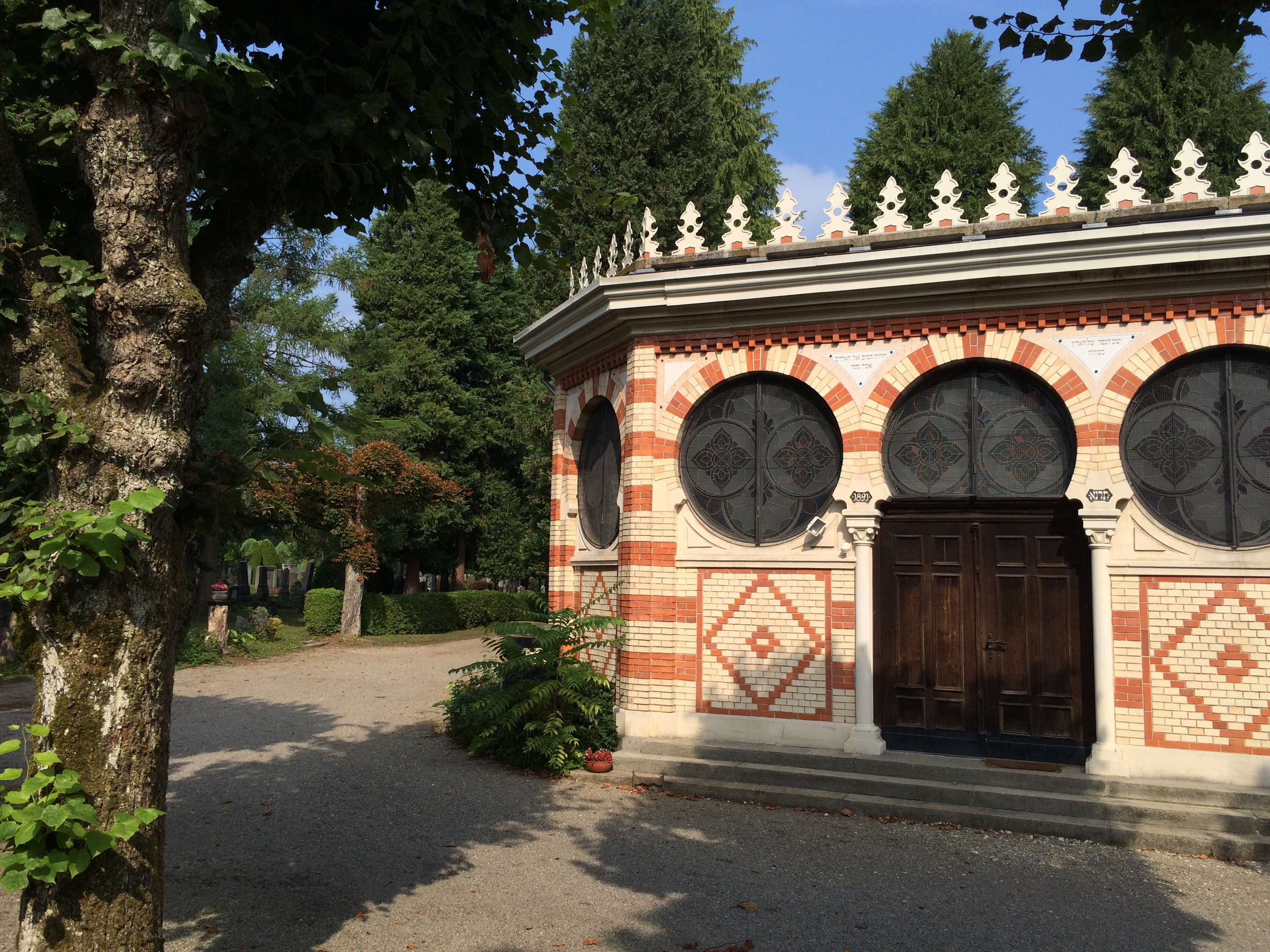
Eingangsbereich hinter dem Tor

Der Israelitische Friedhof Unterer Friesenberg ist der älteste bestehende jüdische Friedhof Zürichs und einer der beiden Begräbnisplätze der Israelitischen Cultusgemeinde Zürich. Er liegt im Quartier Friesenberg im Südwesten der Stadt an der Ecke Friesenbergstrasse und Margaretenweg, nahe der Bahnhaltestelle Friesenberg der Uetlibergbahn.

## Geschichte
Der 1862 gegründete Israelitische Cultusverein, aus dem später die Israelitische Cultusgemeinde Zürich hervorgegangen ist, erwarb im Jahr 1866 auf damals noch abgelegenem Gelände das Areal für den ersten Teil des Friedhofs Unterer Friesenberg. 1888 wurde ein zweites Areal südwestlich dazugekauft und zum bestehenden Friedhof hinzugefügt. Im Jahr 1891 wurde das Taharahaus nach Plänen der Architekten Alfred Chiodera und Theophil Tschudy errichtet, die auch die Synagogen von Zürich und St. Gallen erbaut hatten. Um den Friedhof ein weiteres Mal zu vergrössern, kaufte die Israelitische Cultusgemeinde im Jahr 1925 ein Grundstück südlich des Friedhofs, aber die Stadt Zürich lehnte eine Nutzung dieses Geländes als Friedhof ab. 1926 tauschte die Gemeinde diese Parzelle gegen ein mehr als doppelt so grosses Grundstück, auf dem 1952 der Friedhof Oberer Friesenberg errichtet wurde.

## Areal und Bauten
Der Grundriss des Friedhofs Unterer Friesenberg besteht beinahe aus einem gleichschenkligen Dreieck. Das Wegenetz gliedert dagegen die Grabfelder in rechteckige Flächen. Die beiden Entstehungsetappen des Friedhofs lassen sich an den beiden Achsen erkennen, die von der Friesenbergstrasse abgehen. 

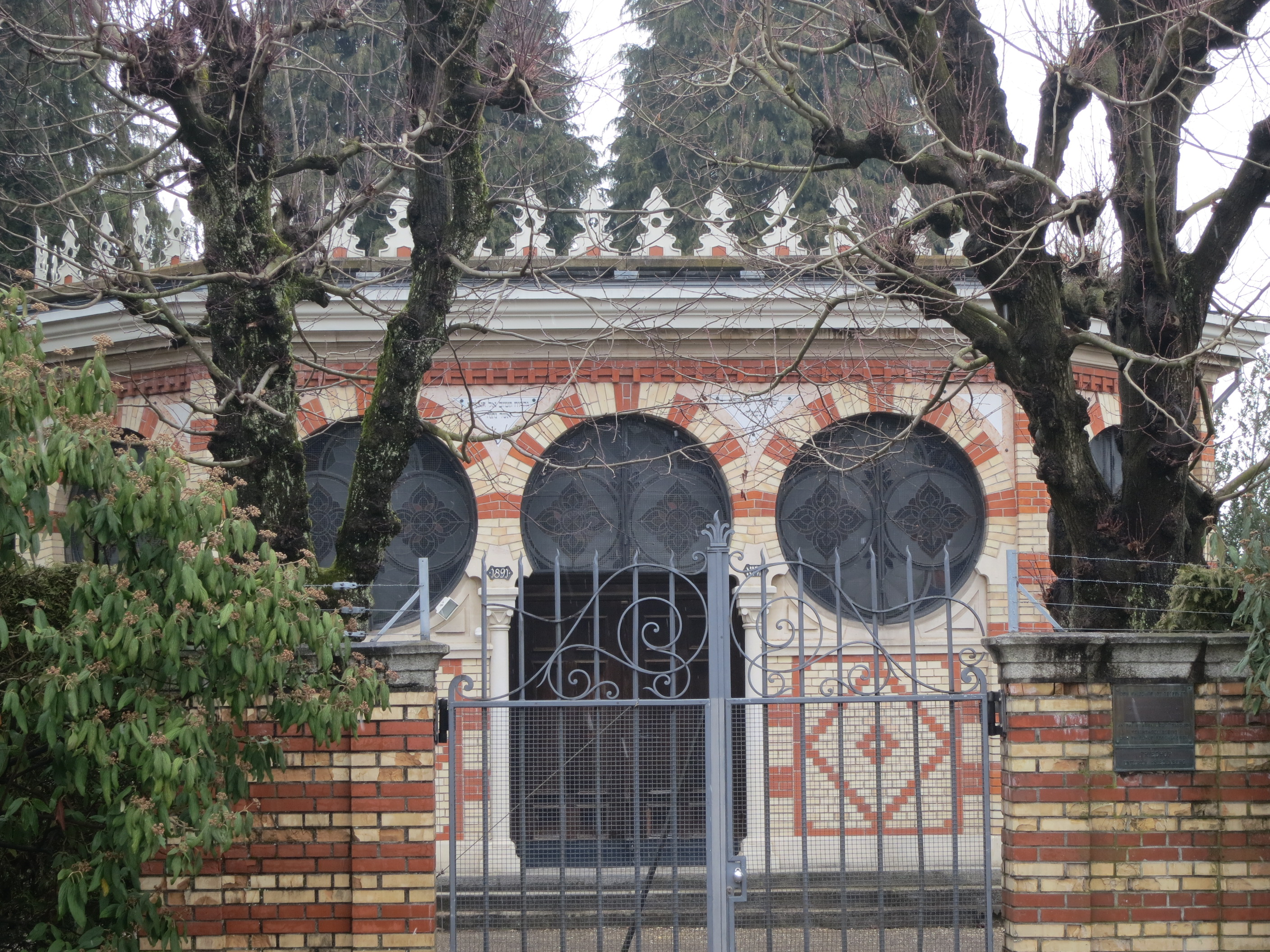
Taharahaus

Die untere, östliche Achse führt zunächst zur Abdankungshalle, die in historisierendem Stil erbaut ist und ihr Gepräge durch die grossen Rundfenster und die reichen Ornamente in Sichtziegeltechnik erhält. Die Buntglasfenster mit Blütenornamenten und eine farbenprächtige Kassettendecke schmücken das Innere der Abdankungshalle. Hinter dem polygonalen Bau führt die Wegeachse in den älteren Teil des Friedhofs hinein und endet an der Grenze zum Margaretenweg und zur Linienführung der Uetlibergbahn. 
Die jüngere, obere Achse läuft parallel zur unteren Achse und führt zu einem kleinen Forum. Der Friedhof ist zu den umliegenden Häusern nur wenig abgeschirmt, sodass der Besucher gut auf die vorstädtische Umgebung schauen kann. Die Gräber sind zum Teil schlicht gehalten, zum Teil auch individuell gestaltet. Auffallend sind die Eiben und Thujen, die paarweise etliche Grabsteine einfassen.

## Grabstätten bedeutender Persönlichkeiten
Der Friedhof Unterer Friesenberg ist die letzte Ruhestätte von:
- Richard Beer-Hofmann, 1866–1945, Schriftsteller (Grab Nr. 2008)
- Heinz Stefan Herzka, 1935–2021, Kinderarzt
- Felix Salten, 1860–1945, Schriftsteller, Schöpfer der Bambi-Figur (Grab Nr. 2487)
- Joseph Schmidt, 1904–1942, Sänger (Grab Nr. 2231)